# 2023
2023 (MMXXIII) je bilo navadno leto, ki se je po gregorijanskem koledarju začelo na nedeljo.
Generalna skupščina Združenih narodov je leto 2023 razglasila za mednarodno leto dialoga kot jamstva miru in mednarodno leto prosa, Vlada Republike Slovenije pa za leto Karla Destovnika - Kajuha v poklon pesnikovi ustvarjalnosti in njegovi vlogi v kolektivni zavesti Slovencev«.

## Dogodki

### Januar–april
- 1. januar – 
  - Hrvaška je začela kot uradno valuto namesto hrvaške kune uporabljati evro in postala 20. članica evroobmočja,[3] hkrati pa je postala tudi članica schengenskega območja.[4]
  - Luiz Inácio Lula da Silva je zaprisegel kot 39. predsednik Brazilije.
- 5. januar – Potekal je pogreb papeža Benedikta XVI.[5]
- 8. januar – Podporniki predhodnega brazilskega predsednika Jaira Bolsonara so po zmagi Luiza Inácia Lule da Silve na volitvah vdrli v stavbe vrhovnega zveznega sodišča, nacionalnega kongresa Brazilije in predsedniško palačo Planalto v Brasílii.[6]
- 16. januar – Ministrstvo Republike Slovenije za okolje in prostor je izdalo okoljsko soglasje za podaljšanje obratovanja Jedrske elektrarne Krško za obdobje dodatnih 20 let – do leta 2043.[7]
- 6. februar – Obmejno območje med Turčijo in Sirijo je prizadel močan potres ter povzročil več deset tisoč žrtev.[8]
- 22. februar–5. marec – Planica je prvič gostila Svetovno prvenstvo v nordijskem smučanju.[9]
- 10. marec – Iran in Saudova Arabija sta ob kitajskem posredovanju po sedmih letih znova vzpostavila diplomatske odnose.[10]
- 10.–12. marec – Zaradi likvidnostnih težav in tveganega kapitala sta propadli dve večji ameriški banki, Silicon Valley Bank in Signature Bank z močnimi povezavami z visokotehnološkim sektorjem in kriptovalutami.[11]
- 17. marec – Rusko-ukrajinska kriza: Mednarodno kazensko sodišče je izdalo nalog za aretacijo ruskega predsednika Vladimirja Putina in njegove komisarke Marije Lvove-Belove zaradi obtožb o nelegalnih deportacijah otrok iz Ukrajine v Rusijo med rusko invazijo.[12]
- 19. marec – Letalnica Vikersundbakken je gostila prvo uradno tekmovanje v smučarskih poletih za ženske v zgodovini tega športa.[13]
- 4. april – Finska je postala 31. članica zveze NATO.[14]
- 14. april – Evropska vesoljska agencija je izstrelila sondo Juice, ki bo proučevala Jupiter in njegove naravne satelite.[15]
- 15. april – V Nemčiji so prenehale obratovati še zadnje jedrske elektrarne.[16]

### Maj–avgust
- 5. maj – Pandemija covida-19: Svetovna zdravstvena organizacija je objavila, da covid-19 ni več globalna zdravstvena nevarnost.[17]
- 6. maj – V Združenem kraljestvu so kronali Karla III., kralja Združenega kraljestva in Camillo, kraljico soprogo.[18]
- 7. maj – Sirija je bila po suspenzu leta 2011 znova sprejeta v Arabsko ligo.[19]
- 28. maj – Primož Roglič je kot prvi slovenski kolesar zmagal na prestižni tritedenski dirki po Italiji.[20]
- 6. junij – 
  - Ruska invazija na Ukrajino: zaradi uničenja jezu Kahovka na Dnepru je bilo poplavljenih več deset krajev v Hersonski oblasti.[21]
  - Slovenija je bila izvoljena za nestalno članico Varnostnega sveta Združenih narodov za obdobje 2024–2025.[22]
- 8. junij – Ruska invazija na Ukrajino: ukrajinska vojska je začela z obsežno protiofenzivo v Zaporoški oblasti in okoliških ozemljih na jugovzhodu države pod nadzorom ruskih sil.[23]
- 15.–25. junij – potekalo je evropsko prvenstvo v košarki za ženske, ki sta ga gostila Slovenija in Izrael.[24]
- 23.–24. junij – Ruska invazija na Ukrajino: ruska najemniška Skupina Wagner je sprožila oborožen upor proti ruskemu vojaškemu poveljstvu, zasedla Rostov na Donu in se pričela premikati proti Moskvi preden se je umaknila ob posredovanju beloruskega predsednika Lukašenka.[25]
- 9. julij – Evropska unija in Nova Zelandija sta podpisali prostotrgovinski sporazum.[26]
- 10. julij – Evropska komisija in ameriška vlada sta podpisali sporazum o prenosu podatkov, namenjen razreševanju pravnih nejasnosti pri ravnanju podjetij z osebnimi podatki.[27]
- 26. julij – Pripadniki Nigrske predsedniške garde so izvedli državni udar, v katerem so zajeli predsednika Mohameda Bazoumo, začasno ukinili vse državne institucije, zaprli državne meje in uvedli policijsko uro.[28]
- 3.–4. avgust – severno in osrednjo Slovenijo so po dolgotrajnejših nalivih prizadele katastrofalne poplave, najhujša naravna nesreča v zgodovini samostojne Slovenije.[29]
- 14. avgust – Slovenska vlada je ta dan razglasila kot »dan solidarnosti« za dela prost dan za namen nudenja pomoči prizadetim v poplavah.
- 23. avgust – 
  - indijska sonda odprave Čandrajan 3 je izvedla mehak pristanek na Luni, s čimer je Indija postala četrta država s tem dosežkom.[30]
  - V strmoglavljenju poslovnega reaktivca blizu Kuženkina v Tverski oblasti v Rusiji naj bi umrla Jevgenij Prigožin in Dimitrij Utkin, vodilna člana kontroverzne paravojaške Skupine Wagner.[31]

### September–december
- 4.–12. september – Sredozemski ciklon Daniel je povzročil rekordne padavine in poplave v vzhodni Grčiji ter južni Bolgariji, nato pa se je premaknil proti jugu in zaradi zrušenja dveh jezov uničil mesto Derna v Libiji.[32]
- 8. september – Močan potres z magnitudo 6,8 po momentni lestvici je prizadel osrednji Maroko in zahteval več kot 1000 žrtev.[33]
- 9. september – Afriška unija je bila sprejeta za 21. stalno članico skupine G20.[34]
- 14. september – Evropska centralna banka (ECB) je zaradi pritiska inflacije dvignila depozitno obrestno mero v evroobmočju na 4 %, najvišjo raven od uvedbe evra.[35]
- 19. september – Azerbajdžan je sprožil ofenzivo proti nepriznani armenski Republiki Arcah v Gorskem Karabahu,[36] s katero je prisilil vodstvo Arcaha v vdajo in sprožil množičen eksodus Armencev iz regije.[37]
- 24. september – Sonda OSIRIS-REx se je po sedmih letih od izstrelitve vrnila z vzorci z asteroida Bennu in se obrnila proti asteroidu Apophis.[38]
- 7. oktober – 
  - Izraelsko-palestinski konflikt: borci militantne frakcije Hamasa so izvedli množičen napad na jug Izraela iz Gaze, na kar se je Izrael odzval z razglasitvijo vojne in vojaško operacijo Izraelskih obrambnih sil.[39]
  - Par potresov z magnitudo 6,3 je prizadel provinco Herat na severozahodu Afganistana in zahteval več kot 2000 žrtev.[40]
- 2. november – Rusija je preklicala ratifikacijo mednarodnega sporazuma o celoviti prepovedi jedrskih poskusov.[41]
- 19. december – Slovenska vojska je prevzela prvo od dveh vojaških transportnih letal Alenia C-27J Spartan, naročenih po sporazumu z italijansko vlado.[42]

## Smrti

### Januar
- 1. januar – Mako Sajko, slovenski scenarist in filmski režiser (* 1927)[43]
- 2. januar – Ken Block, ameriški voznik relija (* 1967)[44]
- 3. januar – Walter Cunningham, ameriški astronavt, Apollo 7 (* 1932)[45]
- 4. januar –
  - Rosi Mittermaier, nemška smučarka (* 1950)[46]
  - Fay Weldon, britanska pisateljica (* 1931)[47]
- 6. januar –
  - Gianluca Vialli, italijanski nogometaš in trener (* 1964)[48]
  - Dick Savitt, ameriški tenisač (* 1927)[49]
- 7. januar – Modeste M'bami, kamerunski nogometaš (* 1982)[50]
- 9. januar – Karl Alexander Müller, švicarski fizik, nobelovec (* 1927)[51]
- 10. januar –
  - Jeff Beck, angleški kitarist (* 1944)[52]
  - Traudl Hecher, avstrijska smučarka (* 1943)[53]
  - Konstantin II. Grški, kralj Grčije (* 1940)[54]
  - George Pell, avstralski nadškof in kardinal (* 1941)[55]
- 11. januar – Murtaza Rahimov, baškirski politik (* 1934)[56]
- 12. januar – Lisa Marie Presley, ameriška pevka (* 1968)[57]
- 15. januar – Silvo Fatur, slovenski slovenist, literarni zgodovinar (* 1935)[58]
- 16. januar – Gina Lollobrigida, italijanska igralka (* 1927)[59]
- 17. januar – Rudi Veršnik, slovenski politik in ekonomist (* 1950)[60]
- 18. januar – David Crosby, ameriški glasbenik (* 1941)[61]

### Februar
- 5. februar – Pervez Mušaraf, pakistanski general in politik (* 1943)[62]
- 8. februar –
  - Miroslav Blažević, bosansko-hercegovsko-hrvaški nogometaš in trener (* 1935)[63]
  - Elena Fanchini, italijanska alpska smučarka (* 1985)[64]
  - Branka Veselinović, srbska igralka (* 1918)
- 13. februar – Leidži Macumoto, japonski animator in ilustrator (* 1938)[65]
- 15. februar – 
  - Paul Berg, ameriški biokemik, nobelovec (* 1926)[66]
  - Raquel Welch, ameriška igralka (* 1940)[67]

### Marec
- 2. marec – Wayne Shorter, ameriški saksofonist in skladatelj (* 1933)[68]
- 13. marec – Kenzaburo Oe, japonski pisatelj, nobelovec (* 1935)[69]
- 17. marec – Dubravka Ugrešić, hrvaška pisateljica (* 1949)[70]

### April
- 5. april – Duško Gojković, srbski jazz trobentač in skladatelj (* 1931)[71]
- 22. april – Frank Shu, kitajsko-ameriški astrofizik (* 1943)[72]
- 23. april – Tori Bowie, ameriška atletinja (* 1990)[73]
- 25. april – Harry Belafonte, ameriški pevec, igralec in aktivist (* 1927)[74]
- 27. april – Jerry Springer, ameriški televizijski voditelj (* 1944)[75]

### Maj
- 3. maj – Nikica Valentić, hrvaški pravnik in politik (* 1950)[76]
- 5. maj – Uroš Skalerič, slovenski stomatolog (* 1945)[77]
- 6. maj – Ivan Bizjak, slovenski politik in varuh človekovih pravic (* 1956)[78]
- 7. maj – Boris Sket, slovenski zoolog (* 1936)[79]
- 19. maj – Mirko Ramovš, slovenski etnokoreolog (* 1935)
- 24. maj – Tina Turner, ameriška pevka (* 1939)[80]
- 29. maj – Harald zur Hausen, nemški virolog, nobelovec (* 1936)[81]

### Junij
- 5. junij – Astrud Gilberto, brazilska pevka (* 1940)[82]
- 10. junij – Roger Payne, ameriški zoolog in naravovarstvenik (* 1935)[83]
- 12. junij – Silvio Berlusconi, italijanski poslovnež in politik (* 1936)[84]
- 13. junij – Cormac McCarthy, ameriški pisatelj (* 1933)[85]
- 21. junij – Mijo Lončarić, hrvaški jezikoslovec in dialektolog (* 1941)[86]
- 24. junij – Ema Prodnik, slovenska pevka (* 1941)
- 25. junij – John B. Goodenough, ameriški fizik, nobelovec (* 1922)[87]
- 29. junij – Alan Arkin, ameriški igralec, režiser in scenarist (* 1934)[88]

### Julij
- 11. julij – Milan Kundera, češko-francoski pisatelj (* 1929)[89]
- 20. julij – Mirko Novosel, hrvaški košarkar in košarkarski trener (* 1936)[90]
- 21. julij – Tony Bennett, ameriški pevec (* 1926)[91]
- 26. julij – Sinéad O'Connor, irska pevka (* 1966)[92]

### Avgust
- 7. avgust – William Friedkin, ameriški režiser, scenarist in producent (* 1935)[93]
- 22. avgust – Toto Cutugno, italijanski glasbenik (* 1943)[94]
- 23. avgust (domnevno) – Jevgenij Prigožin, ruski poslovnež in paravojaški vodja (* 1961)[95]

### September
- 4. september – Ferid Murad, ameriški zdravnik in farmakolog albanskega rodu, nobelovec (* 1936)[96]
- 8. september – Sašo Hribar, slovenski satirik in radijski voditelj (* 1960)[97]
- 15. september – Fernando Botero, kolumbijski kipar in slikar (* 1932)[98]
- 22. september – Giorgio Napolitano, italijanski pravnik in politik (* 1925)

### Oktober
- 1. oktober – Patricia Janečková, slovaška operna pevka (* 1998)
- 14. oktober – Piper Laurie, ameriška igralka (* 1932)
- 16. oktober – Martti Ahtisaari, finski politik in diplomat, nobelovec (* 1937)[99]
- 24. oktober – Richard Roundtree, ameriški igralec in pevec (* 1942)[100]
- 27. oktober – Li Kečjang, kitajski politik (* 1955)[101]
- 28. oktober – Matthew Perry, ameriško-kanadski igralec (* 1969)[102]

### November
- 7. november – Frank Borman, ameriški pilot in astronavt (* 1928)[103]
- 15. november – Daisaku Ikeda, japonski filozof (* 1928)[104]
- 20. november – 
  - Filip Robar Dorin, slovenski režiser in scenarist (* 1940)[105]
  - Vasilij Polič, slovenski pravnik, pisatelj, igralec, glasbenik in športnik (* 1940)[106]
- 29. november – Henry Kissinger, ameriški politik in diplomat, nobelovec (* 1923)[107]
- 30. november – Shane MacGowan, irsko-angleški pevec (* 1957)[108]

### December
- 16. december – Colin Burgess, avstralski bobnar (* 1946)[109]
- 27. december – 
  - Jacques Delors, francoski politik in ekonomist (* 1925)[110]
  - Lee Sun-kyun, južnokorejski igralec (* 1975)[109]
- 31. december – Benjamin Kiplagat, ugandski tekač na dolge proge (* 1989)[111]

### Neznan datum smrti
- januar – Janez Petkoš, slovenski pisatelj, pesnik in gornik (* 1947)[112]
- januar – Peter Likar, slovenski novinar in publicist (* 1932)[113]
- januar – Alojzij Krapež, slovenski politik (* 1958)[114]
- marec – Miran Potrč, slovenski politik in pravnik (* 1938)[115]

## Nobelove nagrade
- fizika: Pierre Agostini, Ferenc Krausz in Anne L'Huillier
- fiziologija ali medicina: Katalin Karikó in Drew Weissman
- kemija: Moungi G. Bawendi, Louis E. Brus in Aleksej I. Jekimov
- književnost: Jon Fosse
- mir: Narges Mohamadi
- ekonomija: Claudia Goldin